# Mr Selfridge
Pour les articles homonymes, voir Selfridge.
Mr Selfridge est une série télévisée dramatique britannique, créée par Andrew Davies d'après l'œuvre de Lindy Woodhead, diffusée du 6 janvier 2013 au 11 mars 2016 sur ITV.
En France, la série est diffusée depuis le 2 juillet 2013 sur OCS Max et depuis le 22 janvier 2016 sur Chérie 25. Au Québec, à partir du 10 janvier 2015 sur Radio-Canada.

## Synopsis
L'histoire vraie d'un homme d'affaires du début du XXe siècle dont le grand magasin londonien va devenir le théâtre des bouleversements de l'époque.
Londres, 1909 : l'homme d'affaires américain Harry Gordon Selfridge (Jeremy Piven) ouvre un grand magasin sur Oxford Street, avec mode, accessoires et parfums. Avec son sourire foudroyant et ses méthodes flamboyantes, il bouscule les conventions du commerce britannique. Il multiplie les coups publicitaires en s'associant aux vedettes du moment et met en avant des articles autrefois tabous comme le maquillage. Si son caractère explosif et son opportunisme fascinent l'aristocratie londonienne qui le soutient dans un premier temps, ses démons vont vite le rattraper : ses maîtresses et son goût pour le jeu vont mettre son mariage en péril. Le grand magasin Selfridge est également un lieu où les employés issus de différentes couches sociales se côtoient, se jalousent, s'aiment, se séparent... Chef du personnel, comptable, styliste, vendeuses et magasiniers sont les témoins et les acteurs de la mutation d'un pays régi par des codes encore rigides prêts à voler en éclats.

## Fiche technique
- Titre original : Mr Selfridge
- Créateur : Andrew Davies
- Société de production : ITV Studios, Masterpiece
- Sociétés de distribution (pour la télévision) :
  -  Royaume-Uni : ITV
  -  France : OCS Max
- Format : 1,78 : 1
- Pays d’origine :  Royaume-Uni
- Langue : Anglais
- Genre : Drame
- Durée : 52 minutes

## Distribution

### Acteurs principaux
- Jeremy Piven (VF : Lionel Tua) : Harry Gordon Selfridge
- Frances O'Connor (VF : Danièle Douet) : Rose Selfridge
- Aisling Loftus (VF : Julie Turin) : Agnes Towler
- Grégory Fitoussi (VF : lui-même) : Henri Leclair
- Zoë Tapper (VF : Laëtitia Godès) : Ellen Love
- Amanda Abbington (VF : Anneliese Fromont) : Josie Mardle
- Tom Goodman-Hill (VF : Jean-François Vlérick) : Roger Grove
- Katherine Kelly (VF : Céline Monsarrat) : Lady Mae Loxley
- Ron Cook (VF : Gérard Sergue) : Arthur Crabb
- Kika Markham (VF : Dominique Bailly) : Lois Selfridge
- Trystan Gravelle (VF : Damien Witecka) : Victor Colleano
- Samuel West (VF : Jean Barney) : Frank Edwards
- Oliver Jackson-Cohen (VF : Rémi Bichet) : Roderick Temple
- Anna Madeley (VF : Ingrid Donnadieu) : Miss Irene Ravillioud
- Aidan McArdle (VF : Michel Voletti) : Lord Loxley

### Acteurs secondaires
- Amy Beth Hayes (VF : Delphine Lascar) : Kitty Hawkins
- Deborah Cornelius (en) (VF : Mireille Delcroix) : Mme Blenkinsop
- Malcolm Rennie (VF : Guy Lamarque) : Fraser
- Poppy Lee Friar (VF : Nastassja Girard) : Rosalie Selfridge
- Kara Tointon: Rosalie Selfridge (saison 3)
- Hannah Tointon: Violette Selfridge (saison 3)
- Laurence Crace (VF : Elsa Bougerie) : Doris
- Calum Callaghan (VF : Rémi Caillebot) : George Towler
- Timothy Watson (VF : Mathieu Uhl) : M. Perez
- Will Payne (en) (VF : Bruno Brunswick) : Tony Travers
- Pippa Haywood (VF : Pascale Jacquemont) : Mrs Bunting
- Polly Walker (VF : Juliette Degenne) : Delphine Day
- Xavier Lemaître (VF : lui-même) : Vicomte Jacques de Sibour[3]

- Version française
  - Société de doublage : Nice Fellow[4]
  - Direction artistique : Magali Barney[4]
  - Adaptation des dialogues : Marie Fuchez, Caroline Lecoq et Laurence Duseyau[4]

Sources VF : Doublage Séries Database

## Épisodes

### Première saison (2013)
La saison se déroule en 1908-1909.
1. Naissance d’un grand magasin (Episode 1)
2. Le bal est ouvert (Episode 2)
3. La Muse (Episode 3)
4. Une femme délaissée est une femme dangereuse (Episode 4)
5. Le Portrait (Episode 5)
6. Le Déjeuner de ces dames (Episode 6)
7. Quand le passé nous hante (Episode 7)
8. Tout pour un penny (Episode 8)
9. Vague de froid (Episode 9)
10. On récolte ce que l'on sème (Episode 10)

### Deuxième saison (2014)
La saison se déroule entre mars et novembre 1914.
1. Loin des yeux, près du cœur (Episode 1)
2. Au bord de l'abîme (Episode 2)
3. L'Empire sur le pied de guerre (Episode 3)
4. Guerre et Chocolat (Episode 4)
5. Extinction des feux (Episode 5)
6. Un petit air innocent (Episode 6)
7. Scandale (Episode 7)
8. Le Producteur de rêves (Episode 8)
9. Le Pouvoir des mots (Episode 9)
10. Thanksgiving (Episode 10)

### Troisième saison (2015)
La saison se déroule en 1918-1919.
1. L'Adieu à Rose (Episode 1)
2. Jeanne Lanvin (Episode 2)
3. La tension monte (Episode 3)
4. L'Envers des héros (Episode 4)
5. Le Directeur adjoint (Episode 5)
6. Manipulation à tous les rayons (Episode 6)
7. Un nouvel actionnaire (Episode 7)
8. La Grande-Bretagne s'amuse (Episode 8)
9. Les Manigances de Loxley (Episode 9)
10. L'Arnaqueuse (Episode 10)

### Quatrième saison (2016)
Le 13 mars 2015, la série a été renouvelée pour une nouvelle saison de 10 épisodes. La saison se déroule à partir de 1928.
1. La Reine du temps (Episode 1)
2. Les Sœurs Dolly (Episode 2)
3. Selfridge's et la bourse (Episode 3)
4. Chambres avec vue (Episode 4)
5. La Goutte d'eau (Episode 5)
6. Mari et Femme (Episode 6)
7. Cocktail de départ (Episode 7)
8. La Fin d'un combat (Episode 8)
9. Le Deuil (Episode 9)
10. La Fin d'une époque (Episode 10)